# Howard Bach
Howard Bach (født 22. februar 1979 i Ho Chin Minh City, Vietnam) er en amerikansk badmintonspiller. Hans bedste resultat er sejren i herredouble sammen med Tony Gunawan ved VM i badminton 2005. Han repræsenterede USA ved de olympiske lege i 2004 og 2008, hvor hans bedste resultat var en kvartfinale i herredouble.